# Cipura rupicola
Cipura rupicola är en irisväxtart som beskrevs av Peter Goldblatt och James Emil Henrich. Cipura rupicola ingår i släktet Cipura och familjen irisväxter. Inga underarter finns listade i Catalogue of Life.